# Ragyogólégy
A ragyogólégy (Psilota) a zengőlegyek (Syrphoidea) öregcsaládjában a névadó zengőlégyfélék (Syrphidae)család herelégyfélék (Eristalinae) alcsaládjába sorolt nárciszlégy-rokonúak (Merodontini) — más rendszertanászok szóhasználatában hagymalégy-rokonúak(Eumerini) — egyik neme.

## Származása, elterjedése
Európában mindössze négy faja ismert; 2017-ig közülük kettőt gyűjtöttek be Magyarországon is:
- kék ragyogólégy (Psilota anthracina)
- fekete ragyogólégy (Psilota innupta)

## Megjelenése, felépítése
Közepesnél kisebb, az igazi légyfélékre (Muscidae), illetve a bronzlégy (Cheilosia) fajokra hasonlító zengőlégy.
Arcán nincs dudor, szeme sűrűn szőrös.

## Életmódja, élőhelye
Lárváinak fejlődését nem ismerjük. Feltételezik, hogy fitofág vagy fitoszaprofág módon táplálkozhatnak.

## Válogatott fajok
- Psilota aegeae Vujic, Stahls & Smit, 2020
- Psilota aislinnae Young, 2020
- Psilota alexanderi Young, 2020
- Psilota atra (Fallén, 1817)
- Psilota auricauda Curran, 1926
- Psilota auripila Young & Steenis, 2020
- Psilota azurea Thompson & Young
- Psilota basalis (Walker, 1858)
- Psilota bicolor Young, 2020
- Psilota bifenestrata Meijere, 1933
- Psilota brevicornis Shiraki, 1968
- Psilota brunnipennis Young, 2020
- Psilota buccata (Macquart, 1842)
- Psilota calva Young, 2020
- Psilota coerulea Macquart, 1846
- Psilota cuprea (Macquart, 1850)
- Psilota darwini Young, 2020
- Psilota decessum (Hutton, 1901)
- Psilota dichoptica Thompson, 2013
- Psilota erythrogaster Curran, 1926
- Psilota exilistyla Smit & Vujić, 2008
- Psilota fasciata Curran, 1929
- Psilota femoralis Schiner, 1868
- Psilota flavidipennis Macquart, 1855
- Psilota flavoorta Young & Steenis, 2020
- Psilota fuscifrons Young, 2020
- Psilota hirta Klöcker, 1924
- Psilota klymkoi Locke, Young & Skevington, 2019
- Psilota kroshka Mutin, 1999
- Psilota livida Young & Steenis, 2020
- Psilota longipila Thompson & Young
- Psilota mcqueeni Young, 2020
- Psilota metallica Thompson & Young
- Psilota nana Smit & Vujić, 2008
- Psilota nigripila Young, 2020
- Psilota nigripilosa Shiraki, 1968
- Psilota nitida (Macquart,1850)
- Psilota occidua Young, 2020
- Psilota pollinosa Young & Steenis, 2020
- Psilota purpurea Thompson & Young
- Psilota queenslandica (Klöcker,1924)
- Psilota rubra Klöcker,1924
- Psilota rubriventris (Bigot,1885)
- Psilota shannoni Goot,1964
- Psilota shewelli Thompson, 2012
- Psilota smaragdina Young, 2020
- Psilota solata Young & Steenis, 2020
- Psilota spathistylata Young & Steenis, 2020
- Psilota spinifemur Young, 2020
- Psilota tabidosa Scudder, 1890
- Psilota tectonae Meijere, 1933
- Psilota thatuna Shannon, 1922
- Psilota tristis Klöcker, 1924
- Psilota victoria Curran, 1925
- Psilota viridescens Young & Steenis, 2020
- Psilota viridis Macquart, 1847
- Psilota xanthostoma Young, 2020
- Psilota zophos Young, 2020

## Fordítás
Ez a szócikk részben vagy egészben  a   Psilota című angol Wikipédia-szócikk ezen változatának fordításán alapul.  Az eredeti cikk szerkesztőit annak laptörténete sorolja fel. Ez a jelzés csupán a megfogalmazás eredetét és a szerzői jogokat jelzi, nem szolgál a cikkben szereplő információk forrásmegjelöléseként.